# Iwan Andrejewitsch Rowny
Iwan Andrejewitsch Rowny (russisch Иван Андреевич Ровный, englisch Ivan Rovny; * 30. September 1987 in Leningrad, Sowjetunion) ist ein ehemaliger  russischer Radrennfahrer.

## Sportliche Karriere
Iwan Rowny wurde 2005 Junioren-Weltmeister im Straßenrennen und fuhr ab 2006 für das italienische Radsportteam Tinkoff Credit Systems. Beim Lauf des Bahnrad-Weltcups 2005/06 in Los Angeles gewann Rowny gemeinsam mit Sergei Klimow, Alexander Serow und Nikolai Trussow die Mannschaftsverfolgung, beim Lauf des  Weltcups 2006/07 in Sydney siegte er in derselben Disziplin zusammen mit Serow, und Trussow und Michail Ignatjew.
Beim Giro d’Italia 2007 bestritt Rowny seine erste Grand Tour, konnte das Rennen aber nicht beenden. Im Herbst 2007 gewann er eine Etappe der zum U23-Nationencup gehörenden Tour de l’Avenir und damit sein erstes internationales Straßenradrennen im Elitebereich.
In der Saison 2010 erhielt Rowny beim Team RadioShack seinen ersten Vertrag bei einem UCI ProTeam. Für diese Mannschaft bestritt er den Giro d’Italia 2011 und wurde 78. des Endklassements. Es folgten Einsätze für die Teams RusVelo, Ceramica Flaminia, Tinkoff und zuletzt erneut für Gazprom-RusVelo. Zählbare Erfolge auf internationaler Ebene blieben ihm weiterhin verwehrt. Während der 16. Etappe der Vuelta a España wurde Rowny nach einer handgreiflichen Auseinandersetzung mit Gianluca Brambilla von der Jury aus dem Rennen genommen. 2018 wurde Iwan Rowny russischer Meister im Straßenrennen, was gleichzeitig sein letzter Sieg war.
Nachdem Gazprom-RusVelo als Reaktion auf den Russischen Überfall auf die Ukraine 2022 am 1. März 2022 die Lizenz widerrufen wurde, blieb er ohne Team und beendete seine Karriere als professioneller Radrennfahrer.

## Dopingverdacht
Im Zuge der Dopingermittlungen der Staatsanwaltschaft von Padua geriet er Ende 2014 in den Verdacht, Kunde des umstrittenen Sportmediziners Michele Ferrari gewesen zu sein.

## Erfolge

### Straße
2005
- Junioren-Europameister – Straßenrennen
- Junioren-Weltmeister – Straßenrennen

2007
- eine Etappe Tour de l’Avenir

2008
- Mannschaftszeitfahren Settimana Ciclistica Lombarda

2018
- Russischer Meister – Straßenrennen

### Bahn
2005
- Junioren-Europameisterschaft – Einerverfolgung
- Junioren-Weltmeisterschaft – Einerverfolgung

2006
- Weltcup in Los Angeles – Mannschaftsverfolgung (mit Sergei Klimow, Alexander Serow und Nikolai Trusow)
- Weltcup in Sydney – Mannschaftsverfolgung  (mit Michail Ignatjew, Alexander Serow und Nikolai Trusow)
- U23-Europameister – Punktefahren

## Grand-Tour-Platzierungen
| Grand Tour            | 2007 | 2008 | 2009 | 2010 | 2011 | 2012 | 2013 | 2014 | 2015 | 2016 | 2017 |
| --------------------- | ---- | ---- | ---- | ---- | ---- | ---- | ---- | ---- | ---- | ---- | ---- |
| Giro d’ItaliaGiro     | DNF  | –    | –    | –    | 78   | –    | –    | 46   | 115  | 36   | 119  |
| Tour de FranceTour    | –    | –    | –    | –    | –    | –    | –    | –    | –    | –    | –    |
| Vuelta a EspañaVuelta | –    | DNF  | –    | –    | –    | –    | –    | DSQ  | –    | 99   | –    |